# Мокрешево
Мокрешево или Мокрешово (на турски: Şükrüpaşa, Шюкюрпаша) е село в Източна Тракия, Турция, Околия Лозенград, Вилает Лозенград.

## География
Селото се намира в Странджа на 22 километра северно от вилаетския център Лозенград (Къркларели), на границата с България.

## История
В 19 век Мокрешево е българско село в Бунархисарска кааза на Османската империя. Според „Етнография на вилаетите Адрианопол, Монастир и Салоника“, издадена в Константинопол в 1878 година и отразяваща статистиката на населението от 1873 година, Мокроншово (Mocronchovo) е село с 60 домакинства и 318 жители българи.
При потушаването на Илинденско-Преображенското въстание през 1903 година Мокрешево силно пострадва. Всичките 60 къщи са изгорени, а населението е избягало.
Според статистиката на професор Любомир Милетич в 1912 година в селото живеят 60 български екзархийски семейства.
При избухването на Балканската война в 1912 година 2 души от Мокрешево са доброволци в Македоно-одринското опълчение.
Българското население на Мокрешево се изселва след Междусъюзническата война в 1913 година.

## Личности
Родени в Мокрешево
- Вълчо Стоянов (1891 – ?), македоно-одрински опълченец, 1 рота на 4 битолска дружина[5]
- Михаил Илиев – Белият мустак, касиер на революционния комитет на ВМОРО в селото през 1902 година[6]
- Стоян Добрев (1876 – ?), български революционер, македоно-одрински опълченец